# 黒田一任
黒田 一任（くろだ かずとお）は、江戸時代前期の筑前福岡藩大老。三奈木黒田家の2代当主。

## 生涯
慶長13年（1608年）、黒田家家臣・久野重時の長男として生まれる。のち、外祖父の黒田一成の養嫡子となる。
寛永14年（1637年）に島原の乱が起こり、寛永15年（1638年）1月、幕府より出兵を命じられた藩主黒田忠之に従い、江戸より国元に戻り出陣する。2月28日の原城総攻撃において、黒田家は天草丸攻撃を担当し、負傷しながらも一番乗りの功名を立てた。寛永20年（1643年）、一成の隠居により家督を相続する。正保4年（1647年）6月、長崎にポルトガル船が来航した際、長崎港の警備に当たった。
寛文12年（1672年）、隠居して家督を一貫に譲り、涼慶と号した。延宝2年（1674年）1月12日死去。享年68。東長寺に葬られた。